# Schmertzing (Adelsgeschlecht)

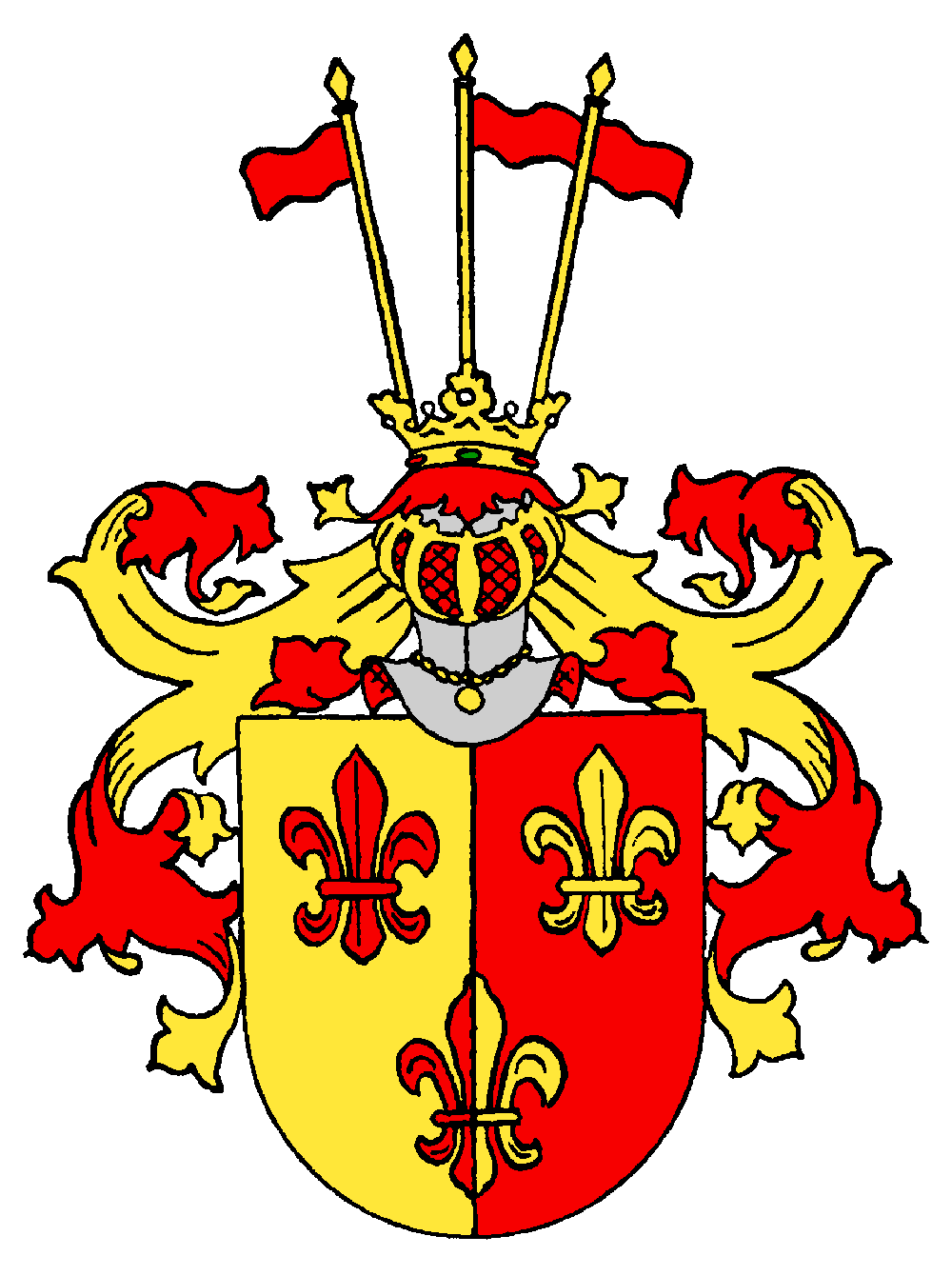
Wappen derer von Schmertzing

Schmertzing, auch Schmerzing, ist der Name eines sächsisches Adelsgeschlechts.

## Geschichte
Als Stammheimat des Geschlechts wird in älterer Literatur Pommern, auch Livland angegeben. Die jüngere Forschung beschreibt die Familie als aus Sachsen stammend. Die Stammreihe beginnt mit Dietrich von Schmertzing, der um 1470 Felicitas von Schönberg heiratet. Bernhard bzw. Leonhard von Schmertzing war 1558 Hauptmann auf Schloss Wittenstein. Rudolph von Schmertzing, der später auch Limbach und Förstel besaß, wohnte 1602 im Stuhl Stößen auf Jaucha und Schlauwitz, Otto von Schmerzing auf Nöbeditz. Am 12. März 1706 wurde German Hannibal von Schmertzing (1660–1715) auf Ehrenberg, Ehrenhain und Reusa, polnischer und sächsischer Kammerherr, Oberhofmeister und Amtshauptmann der Ballei Thüringen in Wien mit der Anrede Wohlgeboren und Wappenbestätigung in den Reichsfreiherrnstand erhoben. Um 1709 stellte die Familie einen Anhalt-Zerbstschen Kammerjunker. Ebenfalls im 18. Jahrhundert war die Familie in Livland angesessen, jedoch nicht bei der Ritterschaft immatrikuliert. 1780 war wenigstens ein Angehöriger auch in Mecklenburg bedienstet. Anton Baron Schmerzing, K. u. k. Kämmerer und Oberstleutnant hat am 19. November 1824 das Indigenat in Ungarn erhalten, seine Nachkommen waren im Komitat Neutra begütert. Die Familie stand 1873 auch in Reuß-Schleizschen Diensten.

## Angehörige
- Rudolph von Schmertzing (um 1580–1646), sächsischer Major
- Hannibal Germanus von Schmertzing (1660–1715), polnischer und sächsischer Kammerherr
- Georg Rudolph von Schmertzing, († 1747), Vizekanzler der Stiftsregierung in Zeitz[10]
- Hannibal August von Schmertzing (1691–1756), polnischer und sächsischer Kammerherr, Vertreter der Ritterschaft im Weiteren Ausschuss auf dem sächsischen Landtag 1722
- Friedrich Hannibal von Schmertzing (1705–1762), kaiserlicher und preußischer General
- August Hannibal von Schmertzing (1725–1797), kaiserlicher Generalmajor[11]
- Gottlob Friedrich Hannibal von Schmertzing (1738–1795), kaiserlicher Feldmarschalleutnant[11]

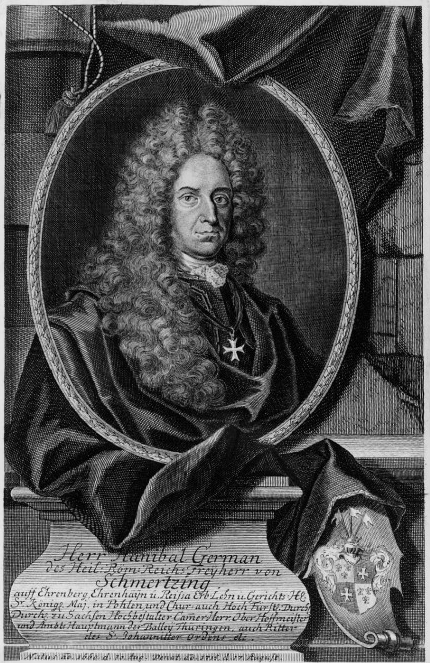
Hannibal Germanus von Schmertzing (1660–1715)
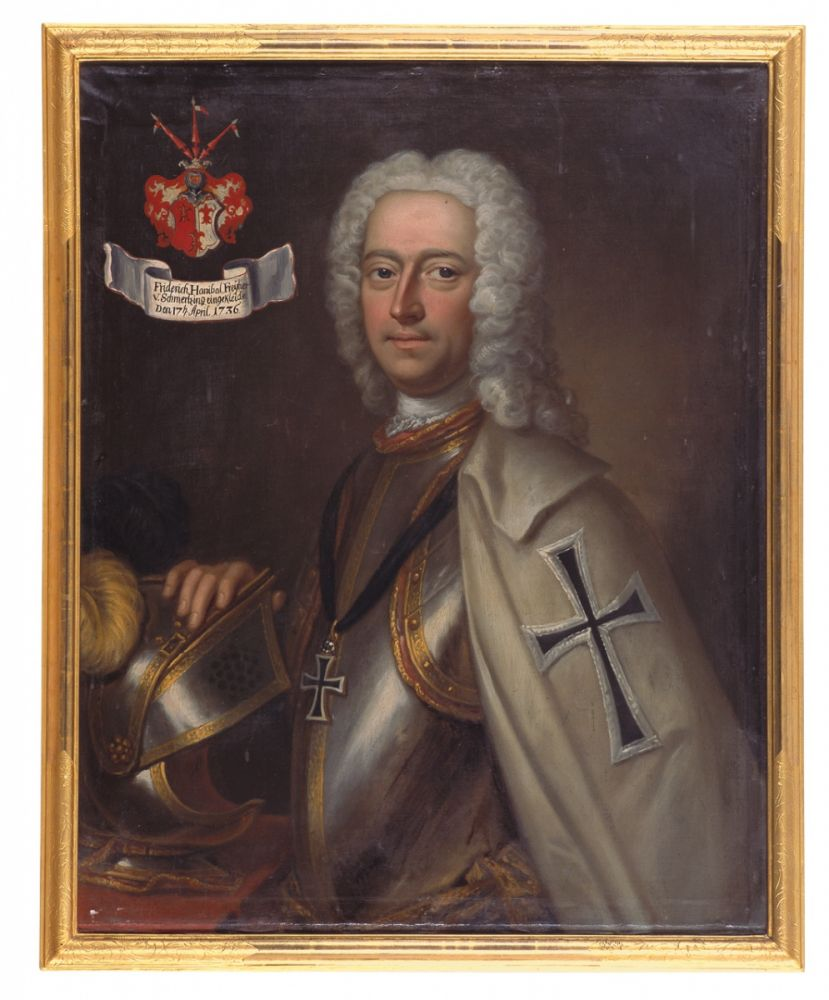
Friedrich Hannibal von Schmertzing (1705–1762)

## Wappen
Das Wappen (1706) zeigt im von Gold und Rot gespaltenen Schild drei (2:1) Lilien in verwechselten Farben. Auf dem gekrönten Helm mit rot-goldenen Decken sieben goldene Turnierlanzen, drei mit nach rechts, vier mit nach links fliegenden, von Gold und Rot geteilten kleinen Fähnchen. (auch nur drei rote Fähnchen)

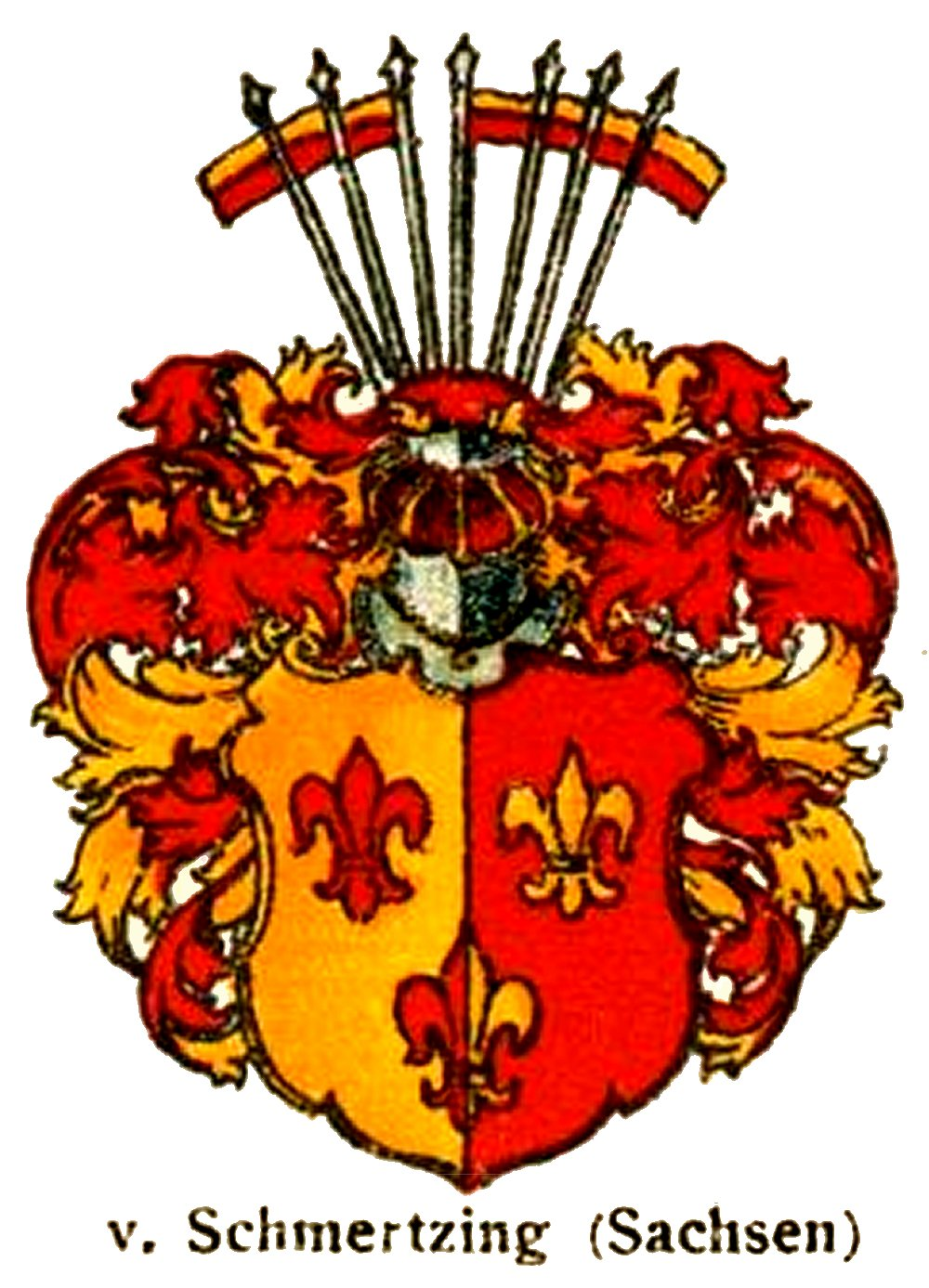
Stammwappen
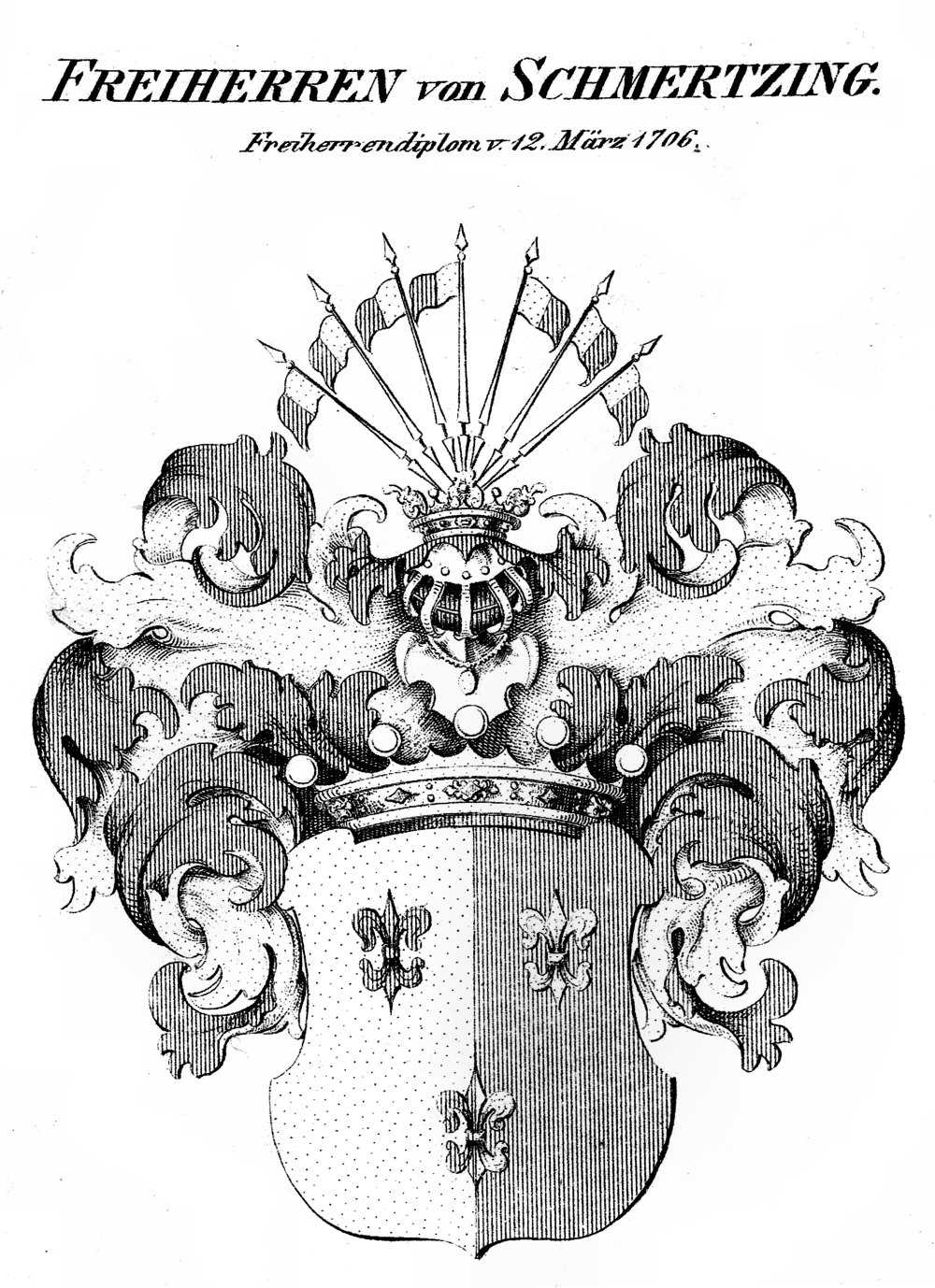
Freiherrenwappen